# Abberwick
Abberwick är en ort i civil parish Edlingham, i grevskapet Northumberland i England. Orten är belägen 12 km från Morpeth. Abberwick var en civil parish 1866–1955 när det uppgick i Edlingham. Civil parish hade 44 invånare år 1951.